# Daoxing Xia
Pour les articles homonymes, voir Xia.
Daoxing Xia (Chinois: 夏道行, Pinyin: Xià Dàoxíng) est un mathématicien sino-américain. Il est actuellement professeur émérite au département de mathématiques de l'Université Vanderbilt aux États-Unis. Il est élu membre de l'Académie chinoise des sciences dans les années 1980.

## Carrière
Xia est né le 20 octobre 1930 à Taizhou (Jiangsu). Il a poursuivi ses études de premier cycle au département de mathématiques de l'Université du Shandong et par la suite il a obtenu son diplôme de troisième cycle au département de mathématiques de l'Université du Zhejiang en 1952, sous la supervision de Chen Jiangong, l'un des pionniers des mathématiques modernes de la Chine, qui était alors doyen du département de mathématiques.
En 1952, Xia part à l'Université Fudan à Shanghai en tant qu'assistant. En 1954, il devient maître de conférence, et en 1956, il a obtenu un poste comme professeur associé. En septembre 1957, il est envoyé à l'Université d'État de Moscou en URSS , où il effectue un an de recherche.
En 1978, il obtient son poste de professeur à l'Université Fudan et monte en grade pour le poste de vice-directeur de  l'Institut de Recherche Mathématique de l'Université de Fudan. En 1980, il est élu membre de l'Académie chinoise des sciences. Il partage également son activité entre un poste de professeur à l'Institut de Recherche en Physique Mathématique de l'Académie chinoise des sciences  et un poste au département de mathématiques de l'Université Shandong. Xia a été professeur invité dans de nombreuses universités et donne des conférences de par le monde.
En 1984, il part aux États-unis afin de devenir professeur au département de mathématiques de l'Université Vanderbilt.

## Travaux
Ses principaux sujets de recherche sont la théorie des opérateurs (en) et ses applications, l'analyse fonctionnelle, les mathématiques appliquées, la physique mathématique moderne, la théorie des fonctions et la théorie des probabilités.